# Христо Гашевски
Христо Василев Гашевски е български политик от Българска работническа социалдемократическа партия (широки социалисти).

## Биография
Роден е през 1893 г. в Оряхово, в семейството на учителя Васил Гашевски.
През 1935 г. БРСДП (широки социалисти) отказва поканата на БКП за сформиране на Народен фронт, а на 29 май 1936 г. е създадена опозиционната групировка (БЗНС Врабча 1, Демократически сговор, Радикалдемократическа партия, Националлиберална партия, БРСДП) под името Петорка.
Христо Гашевски е кмет на Малорад през 1935 – 1937 г. Преди да стане кмет на Малорад е кмет в село Силен, Харманлийско (днес селото е към община Стамболово, област Хасково).
След като е кмет на Малорад той е кмет на село Търнак (8 km югоизточно от Бяла Слатина), кмет на село Комарево (20 km на север от Плевен), кмет на село Рупци (6 km от Червен бряг).
На по-късен етап след 9 септември 1944 г., обръщайки се срещу БКП, БРСДП (широки социалисти) заедно с БЗНС на Никола Петков образува опозиционния на ОФ Блок на градския и селския труд.
В този период Христо Гашевски е въдворен за две години в трудовия лагер „Росица“, край язовир „Росица“, Севлиевско.

## Семейство
Райна Гашевска, съпругата на кмета Христо Василев Гашевски, е била начална учителка в Малорад, докато той е бил кмет на селото. Райна и Христо Гашевски имат 4 деца, родени в Бяла Слатина: Богдан (1928), Димитрина (1932), близнаците Божидар и Благовест (1935)